# José Villalobos
José Miguel Villalobos Chan (San José, 5 de junio de 1981) es un exfutbolista costarricense que jugó como defensor.

## Trayectoria
José Villalobos desarrolló la mayor parte de su carrera deportiva en las filas del Club Sport Cartaginés, interrumpida en las temporadas de 1999 - 2008, cuando militó con el Club Sport Herediano. Posteriormente, regresó al Cartaginés para participar en 12 torneos cornos con la institución.
Para el torneo de Invierno 2014, Villalobos firmó con el Municipal Pérez Zeledón. Se retiró del fútbol profesional al inicio del torneo de Verano de 2015, jugando con el Club Sport Uruguay a la edad de 33 años.

## Selección nacional
Fue integrante del equipo nacional de Costa Rica Sub-23 que compitió en las Juegos Olímpicos de Atenas 2004,  jugando los 90 minutos en los 4 partidos disputados. En el torneo, Costa Rica perdió ante Argentina en los cuartos de final y en la puntuación en el partido de la fase de grupos contra Portugal.
Villalobos fue llamado por primera vez a la selección mayor de Costa Rica en agosto de 2009, para la preparación a unos juegos amistosos y el proceso al mundial de Sudáfrica

## Clubes
| Club                      | País       | Año         |
| ------------------------- | ---------- | ----------- |
| C. S. Cartaginés          | Costa Rica | 1999 - 2005 |
| C. S. Herediano           | Costa Rica | 2005 - 2008 |
| C. S. Cartaginés          | Costa Rica | 2009 - 2014 |
| Municipal Pérez Zeledón   | Costa Rica | 2014        |
| C. S. Uruguay de Coronado | Costa Rica | 2015        |